# 다이에이 유니언스
다이에이 유니언스(일본어: 大映ユニオンズ, 영어: Daiei Unions)는 1946년부터 1957년까지 12년간 존재했던 일본 프로 야구의 퍼시픽 리그 소속 구단이다.

## 구단의 역사

### 골드 스타·긴세이 스타스
전쟁 중에 남아있던 아사히군의 선수들이 중심이 되어 1946년에 골드 스타(ゴールドスター)를 창단했다. 같은 해 2월 18일 리그에 가맹하며 애칭은 '금성(긴세이)'으로 긴세이 골드 스타(金星ゴールドスター)라고도 했다(일본 야구 연맹을 참조). 스폰서는 다무라 고마지로(쇼치쿠 로빈스 계통의 스폰서)가 운영하고 있던 나라현 고세시의 공장이었다.
1947년 닉네임이 도입되자 통칭이었던 긴세이를 도입해 긴세이 스타스(金星スターズ)로 개칭했다. 1948년 2월 26일 경영난으로 인해 이전 국민 야구 연맹의 오쓰카 어슬레틱스를 이끌었던 오쓰카 고노스케에게 250만 엔에 구단을 매각했다. 연맹에서 8명의 선수가 새로이 합류했으나 구단명은 바뀌지 않았다.
이 때 벤치에 있던 선수들을 긴세이 리틀 스타(金星リトルスターズ)라는 이름으로 전국을 순회하며 각지의 세미 프로 구단 및 비영리 팀들과 대전하게 했는데, 당시에는 팜의 본격적인 리그가 존재하지 않았으나 이는 팜을 1군과 분리시켜 흥행한 첫 케이스로 알려지게 되었다. 리틀 스타의 감독은 국민 야구 연맹의 구 유키 브레이브스 감독인 이시모토 슈이치가 맡았다.

### 다이에이 스타스
1948년 12월 21일, 다이에이가 긴세이 스타스를 인수하여 다이에이 스타스(大映スターズ)가 되었는데 스타스는 샌디에이고 파드레스가 1973년 시즌 후 워싱턴 DC 이전설 당시 팀명 물망에 거론되기도 했다. 원래 다이에이는 주니치 드래곤스에서 퇴단한 아카미네 마사시와 일파를 끌어들여 같은 해 1월 10일에 새로운 구단인 '다이에이 야구'를 결성해 오쓰카 어슬레틱스와 함께 전국을 순회하고 있었지만 그 후 규에이 플라이어스의 경영에 참여했다. 이 인수로 인해 다이에이는 규에이의 경영에서 손을 떼고 구 다이에이에서 규에이에 보냈던 선수들을 다이에이로 이적시켰다.
1950년 2리그로 분립된 이후에는 퍼시픽 리그에 속했다.
이 때 편찬된 다이에이 본사의 '다이에이 십년사'에는 '빛나는 다이에이 스타스'라는 페이지가 할애되어 있었다.

### 다이에이 유니온스
1957년 2월 25일 이전부터 경영난에 시달렸던 다카하시 유니온스를 흡수 합병하여 다이에이 유니온스(大映ユニオンズ)가 된 후 1958년 3월 10일 마이니치 오리온스와 합병하여 마이니치 다이에이 오리온스(毎日大映オリオンズ)'가 되었다. 이 합병 이후 2004년의 오사카 긴테쓰 버펄로스와 오릭스 블루웨이브와 합병할 때까지 46년간 일본 프로 야구의 구단 합병은 없었다.
또한 마이니치 다이에이 오리온스의 후신에 해당하는 지바 롯데 마린스는 구단 역사상 다이에이 유니온스는 방계 취급을 하고 있으며, 결성년도 및 기타 기록은 일절 포함하지 않고 있다.

## 팀의 특징
전쟁 이전과 도중에 선수를 중심으로 출범한 적도 있는데 나고야군의 외야수였던 쓰보우치 미치노리, 나중에 주니치로 복귀해 중심 타자가 되는 니시자와 미치오, 이후 쇼치쿠의 중심 타자가 되는 고즈루 마코토와 이이지마 시게야, 도쿄 자이언츠의 주력 투수 빅토르 스타루힌, 일본 태생으로는 최초의 퍼시픽 리그 노히트 노런을 달성한 하야시 기이치 등이 있었으며 감독에는 선수로 겸임했던 쓰보우치로 시작해 후지모토 사다요시와 마쓰키 겐지로가 있다.

## 에피소드

### 팀 이름의 유래
- 스타 : 다이에이가 영화사였기 때문에 스타를 붙인 것은 아니고 나가타 마사이치가 이전부터 경영했던 팀의 이름이 '스타'였기 때문에 이것이 내려져 오고 있던 것이다.
- 유니언스 : 초대 오너인 다카하시 료타로가 경영하고 있던 대일본 맥주의 브랜드 중 하나인 '유니온 맥주'에서 따왔다.

### 도난 소동
1946년 6월 1일 대 퍼시픽 3차전(고라쿠엔 구장)을 앞둔 오전 10시에 선수단이 구장에 도착했다. 이 때 감독인 쓰보우치 미치노리와 하시모토 사부로 구단 대표가 사물함에 도둑이 들어 유니폼과 모자, 양말이나 스파이크, 글러브나 배트 등 공구 세트가 도난 당한 것을 발견했다. 급하게 도쿄의 공구 가게를 이리저리 다녔지만 전후의 혼란기에 공구가 제대로 갖추어져 있을리가 없었다. 따라서 퍼시픽의 감독이었던 후지모토 사다요시에게 사정을 설명하고 남아있는 공구를 빌렸고 그래도 부족한 부분은 고라쿠엔의 직원 야구 팀에서 빌리게 되었다. 유니폼은 뒤집어 착용해서 경기가 가까스로 개최되었다.

### 구단의 소멸
다카하시 유니온스를 합병한 다음 해인 1957년 퍼시픽 리그는 7팀 체제가 되었다. 때문에 경기 당일 경기가 없는 팀이 발생할 수가 있어 일정을 짜기 어렵다는 이유로 다이에이의 소유자였던 나가타가 "올해 최하위의 한 팀을 소멸시켜 6팀으로 만들자"고 제안했다. 나가타는 처음에 "사라지는 것은 (언제나 최하위에 머물러 있던)긴테쓰"라고 판단해 이를 노려 제안했지만 오히려 긴테쓰는 6위, 다이에이가 최하위인 7위를 차지하면서 나가타는 자신이 오너였던 팀을 소멸시키지 않을 수 없었다.

### 니시쿄고쿠 구장
다이에이는 도쿄 도가 본거지였지만 소유자인 나가타 마사이치가 교토 출생이었던 점, 다이에이가 우즈마사에 촬영소를 마련하고 있던 점 등으로 인해 1954년부터 1957년까지 교토의 니시쿄고쿠 구장(현재의 와카사 스타디움 교토)에서도 주최 공식 경기를 개최하였다. 1954년 5경기, 이듬해인 1955년에는 15경기를 개최해 준 본거지로 자리매김했다. 하지만 그 때 고라쿠엔 구장과 고마자와 야구장에서 개최하는 것을 중점에 두었기 때문에 1956년과 1957년에는 각 4경기 개최에 그쳤다.

## 역대 감독
- 쓰보우치 미치노리(1946년 ~ 1947년)
- 후지모토 사다요시(1948년 ~ 1956년 중간)
- 마쓰키 겐지로(1956년 도중 ~ 1957년)

## 팀 성적·기록
- A클래스 : 3회(1949년 ~ 1950년, 1953년)
- B클래스 : 9회(1946년 ~ 1948년, 1951년 ~ 1952년, 1954년 ~ 1957년)
- 최다 승리 : 67승(1949년)
- 최다 패배 : 94패(1956년)
- 최다 무승부 : 8무(1951년)
- 최고 승률 : .543(1953년)
- 최저 승률 : .318(1957년)

## 기타 기록
- 최소 경기 차이 : 6.5경기(1953년)
- 최대 경기 차이 : 46경기(1954년, 1955년)
- 최다 홈런 : 130개(1949년)
- 최소 홈런 : 8개(1946년)
- 최고 타율 : .272(1949년)
- 최저 타율 : .213(1957년)
- 최고 평균 자책점 : 2.67(1953년)
- 최저 방어율 : 4.15(1949년)

## 역대 홈구장
- 특정 본거지 없음(1946년 ~ 1947년)
- 고라쿠엔 구장(1948년 ~ 1957년)
  - 1955년은 교토의 니시쿄고쿠 구장을 준 홈구장으로 공식전을 열었다. 또한 다이에이는 고라쿠엔 구장의 운영회사인 고라쿠엔 스타디움과 자본 관계에 있었다.